# Вампир
Вампи́р (ст.‑слав. вѫпырь, пол. wąpierz), или упы́рь, или вурдала́к, — персонаж низшей мифологии народов Европы; чаще всего человек-полумертвец, либо нежить, или реже, животное, ведущее ночной образ жизни, сосущее кровь у людей и насылающее ночные кошмары.
Согласно мифологическим представлениям славян, вампирами становились т.н. «заложные покойники» — преступники, самоубийцы, умершие преждевременной смертью или заражённые от укусов других вампиров.
В фольклоре термин обычно используется по отношению к кровососущему существу из восточноевропейских легенд, но часто вампирами называют схожих персонажей мифов и легенд других народов. Аналогичный фольклорный персонаж восточных славян — упырь. Характерные черты вампиров в преданиях различных народов сильно разнятся. Некоторые культуры имеют истории о вампирах-животных, например, летучих мышах, собаках и пауках. В биологии термин «вампиризм» используется по отношению к пиявкам, летучим мышам-вампирам и другим организмам, которые питаются кровью других существ. Термин «вампир» может использоваться, чтобы обозначить любое мифическое существо, которое является хищным паразитом, высасывающим силу, энергию или жизнь из своих жертв. Действуя в схожей манере, эти персонажи часто рассматриваются как образец вампира, даже если они и не питаются кровью.
Образ харизматичного, загадочного и хитрого персонажа-вампира появился в 1819 году, когда был опубликован роман английского писателя Джона Полидори «Вампир». Произведение имело большой успех и, возможно, стало самой влиятельной историей о вампирах начала XIX века. Роман Брэма Стокера «Дракула» (1897) вошёл в историю как типичный роман о вампирах, он лёг в основу современных народных представлений об этих существах, хотя и был опубликован уже после готической новеллы ирландского писателя Шеридана Ле Фаню «Кармилла» (1872). Популярность «Дракулы» породила особый жанр историй о вампирах, популярный и в настоящее время.
Персонажи-вампиры прочно заняли одно из доминирующих мест в литературе и кинематографе жанров фэнтези и ужасов, хотя вампиры из художественных произведений зачастую имеют некоторые отличия от вампиров мифологических (см. характерные черты вампиров из художественных произведений).

## Этимология
Исследователи сходятся на том, что слова́ вампир и упырь — общего происхождения, но уже с праформой налицо неясности (*ǫpirъ? *ǫpyrъ? *ǫpěrь?). Начальный носовой звук, как считается, в большинстве славянских языков дал [u] (откуда рус. упырь, укр. упир, бел. вупыр: из зап.-слав. языков — чеш. upír,  ст.-польск. upir и совр. пол. upiór), а в некоторых сохранился, получив дополнительно протетическое [в] (ст.-болг. въпиръ, ст.-польск. wąpierz). Из южнославянских языков (сербохорв. вампир / vampir) (возможно через венг. vampir) через нем. vampir (где появилось в 1732 году) слово заимствовано из западноевропейских языков (фр. vampire, англ. vampire). В начале XX века вторично заимствованы современные западно- и восточнославянские формы рус. вампир, пол. wampir и т. п. из популярного англоязычного романа «Дракула» 1897 года.
Английское слово vampire заимствовано (возможно, через фр. vampire) из нем. Vampir, которое в свою очередь было заимствовано в начале XVIII века из серб. вампир, или, согласно некоторым источникам, из венг. vámpír. Сербские и венгерские формы имеют параллели в фактически всех славянских языках. Болгарское вампир, вапир пол. wąpierz и (возможно появившееся под восточнославянским влиянием) upior, чеш. upír, рус. упырь, бел. упір, укр. упир, от ст.‑слав. упирь. Этимология остаётся неопределённой. Славянское слово возможно, как и сходное с ним русское нетопырь пришло из праиндоевропейского корня, обозначающего «летать». Другая теория утверждает, что славянское слово пришло из тюркского слова, обозначающего злое сверхъестественное существо (см. татарское убыр — «кровожадное демоническое существо»). Но эта теория спорная. Наиболее раннее использование в письменной форме слова упырь было обнаружено в 1047 году в письме новгородскому князю Владимиру, в котором новгородский поп Упырь Лихый, первый известный на Руси переписчик книг, сообщал ему, что перевёл книгу 16 ветхозаветных пророков с толкованиями с глаголического оригинала на кириллицу.
Исходное значение слова также неясно: одни связывают со словом упырь от ст.‑слав. ѫпырь, другие — с корнем слов пари́ть, перо (ср. со ст.-польск. wąpiory «пернатый», и с рус. нетопырь). Существует версия о связи с тюркскими языками убыр — «кровожадное демоническое существо», во многих сказках высасывающая кровь у молодых людей, оказавшихся в лесу.
В казахской мифологии есть ведьма жалмауыз кемпир (в киргизской желмогуз кемпир), среди привычек которой присутствует и высасывание крови из пятки или колена жертвы. В этом словосочетании кемпир (от которой могли произойти упырь и вампир) означает просто старуха, а демоническое начало выражено характеристикой жалмауыз (людоед). Другие версии толкуют начальное ǫ- как отрицательную частицу, доводя смысл слова до «не имеющий перьев» или «несожжённый». Известны и другие толкования. Например, прямое толкование слова упырь как выпивающий, упивающийся. По этой версии приставка *an- (*am- перед p) + pirъ = *ampirъ -> ǫpirъ -> упырь.

### Вурдалак
Слово «вурдалак», как синоним вампира, возможно, появилось в русском литературном языке благодаря стихотворению А. С. Пушкина, написанному в 1836 году как «песня западных славян». Термин является искажённо переданным словом «волколак, вурколак» (ср. Вырколак, Вриколакас), обозначающим у славян оборотня. Этот неологизм получил широкое распространение также благодаря раннему рассказу А. К. Толстого на французском языке «La famille du vourdalak» (рус. «Семья вурдалака»), написанному в конце 1830-х — начале 1840-х годов. Номоканон при Большом Потребнике сообщает о вурколаках: согласно народному поверью, это преступные или порочные люди, в особенности те, что были отлучены от церкви, которые после смерти стали ходячими мертвецами, пьющими кровь живых; по мнению составителей книги, представителей православной церкви, они являются всего лишь телами отлучённых от церкви грешников, в которые вселяется бес, чтобы пугать живых и заставлять их сжигать тела умерших, в то время как его следует изгонять молитвами. В «Новом словотолкователе» (1803) Николая Яновского приведён термин «бруколак» и его толкование: «Греки называют сим именем труп отрешённого от церкви и мертвецов, которые являются, по неосновательному мнению простого народа». Сформированный литературой образ вурдалака представляет собой ожившего вампира-мертвеца или человека, укушенного другим вурдалаком. Пьёт кровь родных, самых близких людей, из-за чего пустеют целые деревни. Охотится ночью, обгладывает кости мертвецов на их могилах.

## Представления
Похоже, что до XIX века вампиры в Европе описывались как ужасные монстры из могилы. Вампирами обычно становились самоубийцы, преступники или злые колдуны, хотя в некоторых случаях ставшее вампиром «порождение греха» могло передать свой вампиризм на невинных жертв. Однако иногда вампиром могла стать и жертва жестокой, несвоевременной или насильственной смерти. Большинство румынских верований в вампиров (за исключением стригоев) и европейские истории о вампирах имеют, согласно художественной литературе, славянское происхождение.

### Аналоги в разных культурах

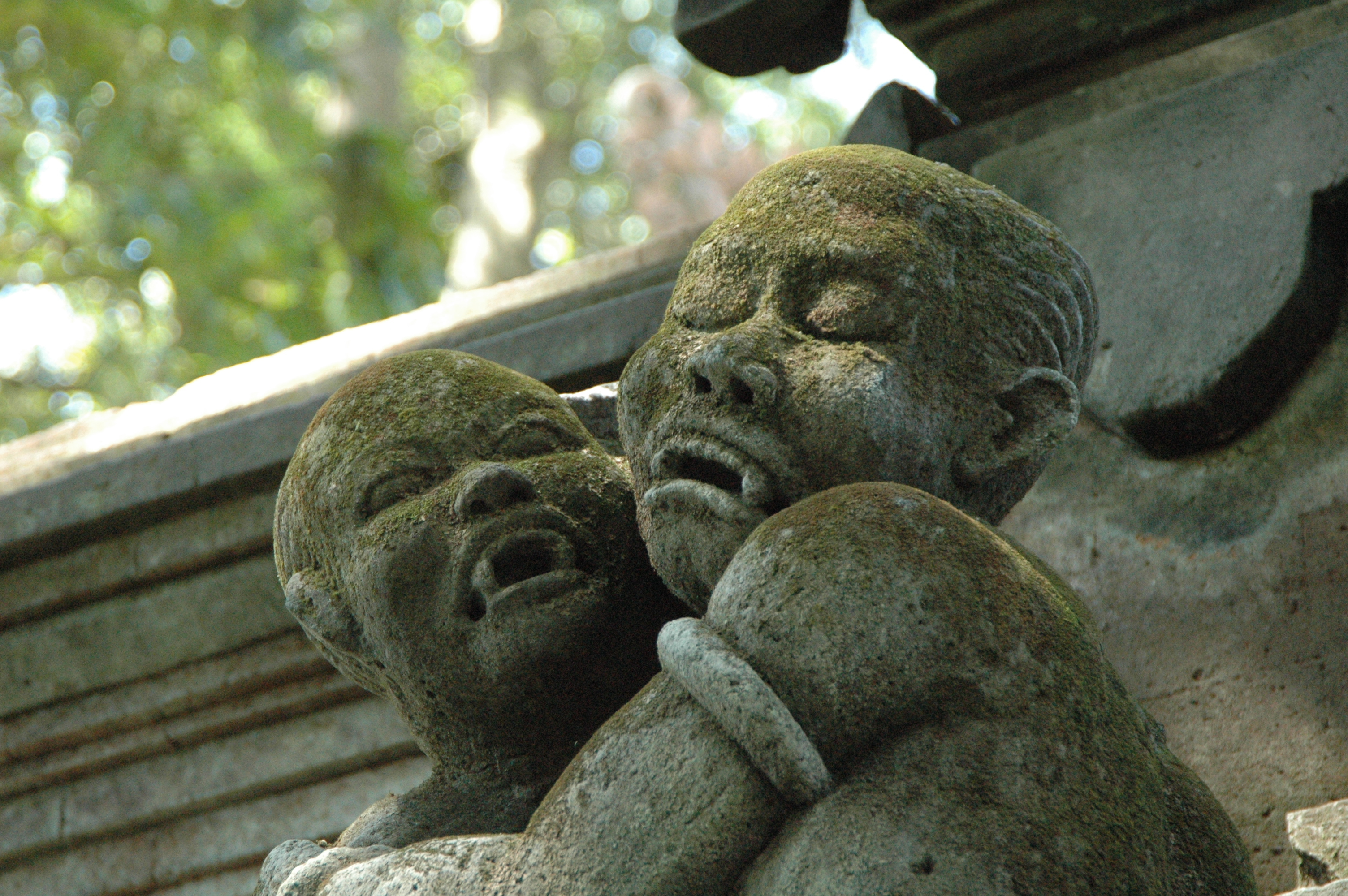
Скульптура на Обезьяньем храме в Убуде (Бали, Индонезия)

Рассказы о мертвецах, проливающих кровь, найдены почти во всех культурах по всему миру, включая самые древние. Вампироподобные духи, называемые Лилу (Lilu), упоминаются в ранней вавилонской демонологии, а кровососущие акшары — в ещё более ранней шумерской мифологии. Эти демонессы скитались в темноте, охотясь и убивая новорождённых младенцев и беременных женщин.
Даханавар (арм. Դախանավար) — в древнеармянской мифологии вампир, который проживает в горах Ултиш Альто-тэм. Он прославился тем, что никогда не убивал жителей, которые жили на его землях.
Рассказы о веталах, вампироподобных созданиях, которые вселяются в трупы, были распространены в санскритской новеллистике Индии. Сборник «Двадцать пять рассказов Веталы» рассказывает о царе Викрамадитья и его попытках поймать неуловимого веталу. Истории о ветале были собраны в книге Байтал Пачиси. Ветала — нежить, которая так же, как и летучая мышь, ассоциируется с современными вампирами, ассоциировалась с висящими вниз головой на деревьях, растущих на землях, где кремируют покойников, и кладбищах.
Цзянши — аналог вампира в китайской традиции; однако он питается жизненной эссенцией жертвы (ци), а не кровью.
Мананангал — филиппинский вампир.
Убур — в вайнахской мифологии злой дух, вошедший в какое-либо животное, вампир, пьющий кровь у человека.
В греческом фольклоре вид зловредной нежити, чаще ассоциирующийся с вампирами, называется вриколакас (от болг. върколак). На Крите может называться катакано.

### Античность
В Риме призраков-кровососов называли ламиями, эмпузами и лемурами. Стрикс (strix) — ночная птица, которая питалась человеческой кровью и плотью, упоминается в Римских рассказах. Румынское слово, обозначающее вампиров, — стригой — образовано от этого слова, так же, как и имя албанского Штрига (Shtriga), но мифы об этих существах показывают в основном славянское влияние.
В позднеримском некрополе V века вблизи коммуны Луньяно-ин-Теверина в Италии летом 2018 года археологи обнаружили захоронение 10-летнего ребёнка. При погребении в рот усопшего вставили большой камень, чтобы, по поверью, «помешать» ему восстать из мёртвых. Ребёнок скончался от малярии, а на его зубе из-за болезни развился абсцесс. Прежде в Венеции в 2009 году найдена похожая могила женщины XVI века, в 2017 году в Нортгемптоншире найдено тело мужчины III—IV веков, похороненного вниз лицом с вырезанным языком и камнем во рту.
Существовали похожие легенды в поздние времена. В XII веке английские историки и летописцы Вальтер Мап и Вильям Ньюбургский записали несколько историй, которые имеют спорное сходство с восточноевропейскими вампирами.

### Славянские вампиры
Миф о вампирах в том виде, в котором он стал широко известен, появился в Восточной Европе из славянского фольклора, где вампирами были существа, убивающие людей путём выпивания их крови, либо через удушение. Вампир мог быть уничтожен, если ему отсечь голову, вонзить осиновый кол в его сердце и сжечь труп.
Упоминания о вампирах встречаются в славянских письменных текстах, начиная с XIV века. У славянских народов представления о вампирах получили наибольшее развитие на Балканах, а в северо-восточных регионах славянского мира они выражены значительно слабее. Восточные славяне одним из вариантов вампиров считали оживших покойников. На западе Белоруссии и на юге России образ вампира переплетался с образом колдуна.
В славянских верованиях причинами вампиризма могло быть рождение в водной оболочке («рубашке») плода, с зубами или хвостом, зачатие в определённые дни, «неправильная» смерть, отлучение от церкви и неправильные похоронные ритуалы. Чтобы мертвец не стал вампиром, следовало положить распятие в гроб, поместить какой-либо предмет под подбородком, чтобы не дать телу съесть похоронный саван, пригвоздить одежду к стенкам гроба по этой же причине, положить в гроб опилки (вампир пробуждается вечером и должен посчитать каждую крупинку этих опилок, что занимает целый вечер, так что он умрёт, когда наступит рассвет), или проколоть тело шипами или кольями.
Вампиры, как и остальная «нечистая сила» славянского фольклора, боятся чеснока и любят считать зёрна, опилки и т. д. Вампиры могли быть уничтожены с помощью кола, обезглавливания (кашубы клали голову между ступнями), сожжения, повторения похоронной службы, обрызгивания тела святой водой (либо экзорцизма, обряда изгнания нечистой силы).
С именем сербского вампира Савы Савановича широкую общественность ознакомил Милован Глишич в своём романе «Девяносто лет спустя» (серб. «После деведесет година»). Другой «Дунайский вампир» Михайло Катич стал известен благодаря своему древнему роду, который когда-то состоял в «Ордене Дракона» (там же состоял и отец Дракулы), а ещё благодаря своей привычке — очаровывать женщин и пить из них кровь после полного их подчинения ему. Предположительно родился в XV веке, но дата смерти неизвестна. По одной из версий, он до сих пор блуждает где-то неупокоённым.
В старорусской антиязыческой работе «Слово Святого Григория» (написанной в XI—XII веке) упырями назывались языческие идолы, которым приносились жертвы.

### Румынские вампиры
Предания о вампирических существах были также обнаружены у древних римлян и у романизированных жителей Восточной Европы, румын (известных как валахи в историческом контексте). Румыния окружена славянскими странами, так что неудивительно, что румынские и славянские вампиры похожи. Румынские вампиры называются стригои, от древнегреческого термина strix, означающего кричащую сову, который также стал обозначать демона или ведьму.
Существуют различные типы стригоев. Живые стригои — ведьмы, которые становятся вампирами после смерти. Ночью они могут посылать свои души на встречи с другими ведьмами или со стригоями, которые являются ожившими телами, возвращающимися, чтобы пить кровь членов своей семьи, домашнего скота и соседей. Другие виды вампиров в румынском фольклоре включают мороев и приколичей.
Рождённые в «рубашке», с лишним соском, лишними волосами, рождённые слишком рано, рождённые у матери, которой перешла дорогу чёрная кошка, рождённые с хвостом, внебрачные дети, а также умершие неестественной смертью или умершие до крещения были обречены стать вампирами, так же как и седьмой ребёнок того же пола в семье, ребёнок беременной женщины, которая не ела соль или на которую посмотрел вампир или ведьма. Более того, быть укушенным вампиром означало несомненный приговор к вампирскому существованию после смерти.
Вырколак (Vârcolac), который иногда упоминается в румынском фольклоре, больше относится к мифическому волку, который мог поглотить солнце и луну (так же, как Сколль и Хати в скандинавской мифологии), и позже больше стал ассоциироваться с оборотнями, нежели с вампирами. (Человек, страдающий ликантропией, мог обращаться в собаку, свинью или волка.)
Вампира обычно замечали, когда он нападал на семью и домашний скот или разбрасывал вещи вокруг дома. Считалось, что вампиры наряду с ведьмами были наиболее активны в канун дня святого Георгия (22 апреля по юлианскому, 6 мая по григорианскому календарю), в ночь, когда все виды зла выходят из своего логова. День Святого Георгия всё ещё празднуется в Европе.
Вампир в могиле мог быть распознан по дырам в земле, неразложившемуся трупу с красным лицом или если одна из ступней была в углу гроба. Живых вампиров определяли, раздавая чеснок в церкви и наблюдая за теми, кто его не ел. Могилы часто были открыты три года после смерти ребёнка, пять лет после смерти молодого человека и семь лет после смерти взрослого, чтобы проверить усопшего на вампиризм.
Меры, помогающие предотвратить превращение в вампира, включали снятие «рубашки» с новорождённого и уничтожение её до того как младенец мог съесть хотя бы малую её часть, бережную подготовку к похоронам мёртвых тел, включая недопущение того, чтобы животные переступали через труп. Иногда в могилу клали тернистый стебель дикой розы, а чтобы защититься от вампира, на окна клали чеснок и натирали чесноком скот, особенно в день св. Георгия и св. Андрея.
Чтобы уничтожить вампира, его обезглавливали, клали чеснок ему в рот, а затем в его тело вбивали кол. К XIX веку некоторые также простреливали гроб пулей. Если пуля не проходила насквозь, тело расчленяли, сжигали части, смешивали с водой и давали членам семьи как лекарство.

### Цыганские верования
Даже сегодня цыганам отводится особое внимание в художественных книгах и фильмах о вампирах, без сомнения под влиянием книги Брэма Стокера «Дракула», в которой цыгане обслуживали Дракулу, нося его коробки с землёй и охраняя его.
Традиционные цыганские верования включают идею о том, что душа умершего попадает в мир, похожий на наш, за исключением того, что там нет смерти. Душа остаётся неподалёку от тела и иногда хочет вернуться. Цыганские легенды о живых мертвецах обогатили легенды о вампирах в Венгрии, Румынии и славянских землях.
Прародина цыган, Индия, имеет множество вампирских личностей. Бхута или прета — душа человека, умершего несвоевременной смертью. Ночью она бродит вокруг оживших мёртвых тел и нападает на живых, как и вампир. В Северной Индии, согласно легендам, может быть обнаружена Брахмаракшаса, вампироподобное создание с головой, увенчанной кишками и с черепом, из которого оно пило кровь. Ветала и пишачи — немного другие существа, но в некоторой форме имеют сходство с вампирами. С тех пор как индуизм верит в переселение душ после смерти, полагается, что через ведение порочной или распутной жизни, а также через грех и самоубийство душа реинкарнируется в подобный тип злых духов. Это перевоплощение не определяется при рождении и т. д., но «зарабатывается» непосредственно в течение жизни, и судьба такого злого духа предопределена тем, что они должны достигнуть освобождения от этого yoni и войти заново в мир смертной плоти при следующем перевоплощении.

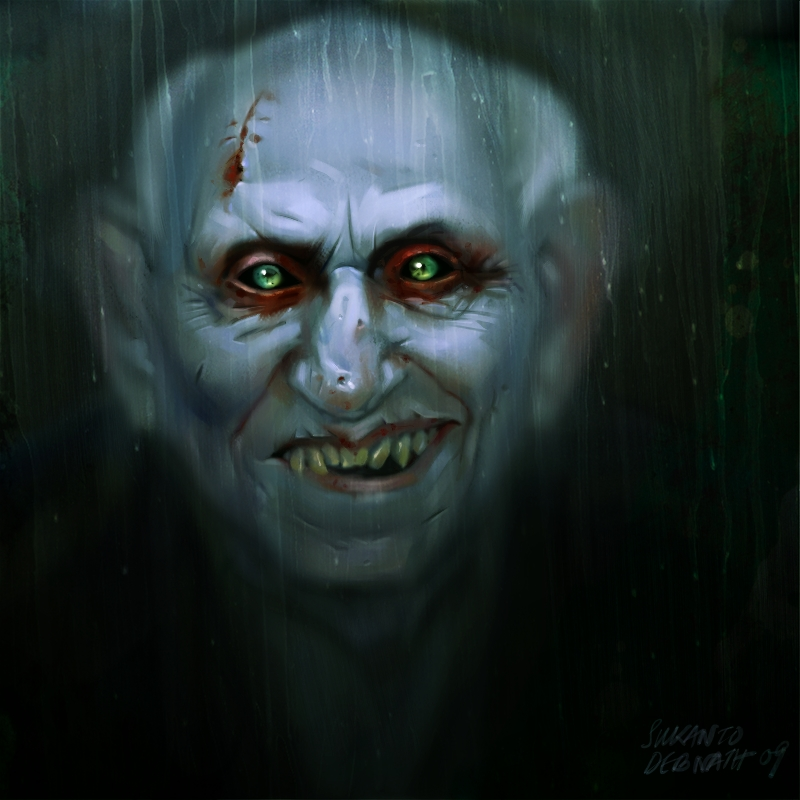
«Улыбка в ночи» (2009). Вампир в представлении современного художника

Наиболее известное индийское божество, связанное с питьём крови, — Кали, которая имеет клыки, четыре руки и носит гирлянды из трупов или черепов. Её храмы находятся возле земель, где проводят кремацию. Она и богиня Дурга сражались с демоном Рактабиджей, который мог размножаться с помощью каждой капли пролитой крови. Кали выпила всю его кровь, так что не пролилось ни капли, выиграв таким образом битву и убив Рактабиджу.
Имя Кали является приложением к официально непризнанной цыганской святой Саре (Sara). По легенде, цыганка Сара прислуживала Деве Марии и Марии Магдалине и вместе с ними высадилась на берегу Франции. Цыгане до сих пор проводят церемонию в ночь на 25 мая в той самой французской деревне, где, как предполагается, произошло это событие. Поскольку святилище Сары Кали находится под землёй, местные жители издревле с подозрением относились к ночному поклонению «цыганской святой», и среди выдвигаемых ими версий были причастность культа Сары Кали к сатанизму и устраиваемые цыганами вампирские оргии.
Вампиров в цыганском фольклоре часто называют просто мулло (мертвец, покойник). Считается, что вампир возвращается и делает злобные вещи и/или пьёт чью-нибудь кровь (обычно родственников, которые стали причиной их смерти или не соблюли должную погребальную церемонию, или которые сохранили имущество покойного вместо того чтобы уничтожить его, как того требует обычай). Женщины-вампиры могут возвращаться, вести обычную жизнь и даже выходить замуж, но будут изнурять мужа. Вообще, в цыганских легендах вампиры отличаются повышенным сексуальным аппетитом.
Любой, кто имел необычную внешность, например, тот, у кого отсутствовал палец или были признаки, свойственные животным (заячья губа или волчья пасть, ярко-голубые глаза и т. д.), мог стать вампиром. Если никто не видел, как человек умер, то умерший становился вампиром; так же, как если труп распух до того, как его успели похоронить. Растения, собаки, кошки и даже инструменты для земледелия могли стать вампирами. Если тыкву или дыню держать в доме слишком долго, она начнёт двигаться, шуметь или на ней покажется кровь.
Чтобы защититься от вампира, цыгане вставляли стальные иглы в сердце трупа или клали кусочки стали ему в рот, на глаза, уши и между пальцев во время похорон. Они также клали боярышник в носок трупу, либо вбивали колья из боярышника в ноги. Дальнейшими мерами были вбивание кольев в могилу, проливание над ней кипящей воды, обезглавливание трупа или его сжигание.
Согласно сербскому этнологу Татомиру Вукановичу, цыгане из Косова верили, что вампиры невидимы для большинства людей. Однако они могли быть увидены «братом и сестрой, которые близнецы, родились в субботу и надели свои подштанники и рубашки шиворот-навыворот». Так что поселение могло быть защищено от вампиров, если найдут таких близнецов. Эта пара ночью могла увидеть вампира на улице, но сразу после того, как вампир их увидит, ему придётся убегать.

## Некоторые общие черты (в фольклоре)

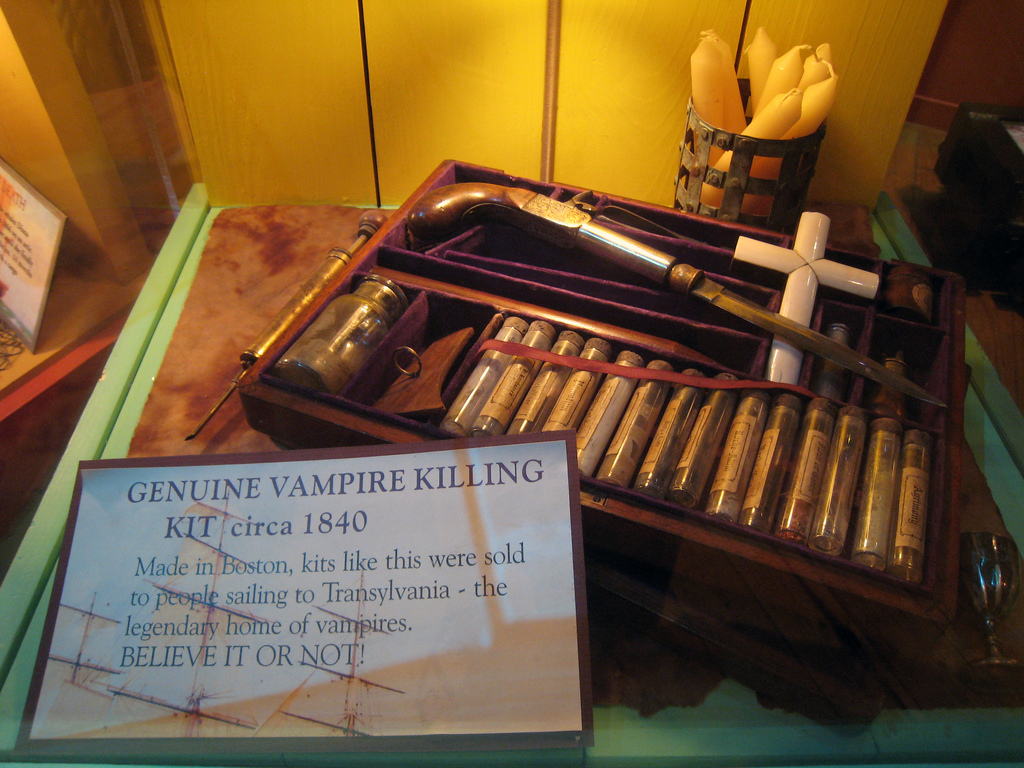
Набор охотника на вампиров (ок. 1840 год)

Сложно сделать общее описание фольклорного вампира, так как его особенности очень разнятся у разных культур.
- Вампир — относительно бессмертное существо, убить его можно, но он не стареет. В различных произведениях европейского фольклора упоминаются вампиры, возраст которых составляет более 1000 лет. Вампир обладает физической силой, которая во много раз превосходит силу человека, не говоря уже о сверхъестественных способностях.
- Внешность европейского вампира состоит в большей степени из особенностей, по которым его можно отличить от обычного трупа, стоит только вскрыть могилу подозреваемого вампира. Вампир имеет здоровый вид и румяную кожу (возможно и бледную), он часто бывает пухлым, у него отросшие волосы и ногти и ко всему прочему он совершенно не разложившийся.
- Наиболее обычные способы уничтожить вампира — это вонзить осиновый кол в его сердце, обезглавить и полностью испепелить тело. Чтобы не дать тому, кто мог стать вампиром, восстать из могилы, тело хоронили лицом вниз, перерезали сухожилия в коленях или клали маковые семена на могильную землю предполагаемого вампира, чтобы заставить его считать их всю ночь. Китайские рассказы о вампирах также утверждают, что если вампир наткнётся на своём пути на мешок риса, он/она пересчитает все зёрна. Подобные мифы записаны и на индийском полуострове. Южноамериканские рассказы о ведьмах и других видах злых или вредных духов и существ также говорят о подобной склонности их героев[35]. Известны случаи, когда людей, подозреваемых в вампиризме, хоронили вниз лицом, а в рот заталкивали большой кирпич или камень.
- Предметами, защищающими от вампиров (так же, как и от других сверхъестественных существ), были чеснок (что в большей степени свойственно европейским легендам), солнечный свет, стебель дикой розы, боярышник и различные священные для верующих вещи (крест, святая вода, распятье, чётки, звезда Давида и т. д.), а также алоэ, подвешенный за дверью или возле неё, согласно южноамериканским суевериям[35]. В восточных легендах от вампиров часто защищали священные вещи типа печати Синто[34].

## История

### Споры в XVIII веке
В XVIII веке в Восточной Европе была серьёзная паника по поводу вампиров. В охоту на вампиров втягивали даже государственных служащих. Всё началось со вспышки жалоб на нападения вампиров в Восточной Пруссии в 1721 году и в Габсбургской монархии с 1725 по 1734 годы. Два известных (и впервые полностью задокументированных властями) случая затрагивали Петара Благоевича (серб. Петар Благојевић, нем. Peter Plogojowitz) и Арнаута Павле (Арнольда Паоле) (серб. Арнаут Павле, нем. Arnold Paole) из Сербии. Согласно легенде, гайдук Благоевич умер в 62 года в селе Кисилево (тогда в Габсбургской монархии (в Королевстве Сербии), а сегодня в Республике Сербии), но через две недели после своей смерти возвращался пару раз, прося еды у сына. Сын отказал и был найден мёртвым на следующий день. Вскоре Благоевич вернулся и напал на некоторых соседей, которые умерли от потери крови. Всего от рук Благоевича погибло 9 человек.
В другом известном случае Арнаут Павле (по другой версии, его звали Милош Чечар), бывший османский солдат, служивший в Косове, после завершения службы ставший крестьянином и проживавший в селе Медведжя, и на которого за несколько лет до смерти, ещё во время службы, якобы напал вампир; во время сенокоса упал с телеги и погиб. После его смерти односельчане стали массово умирать, а выжившие стали считать, что это Павле охотится на соседей. Одной из первых жертв Павле стала 69-летняя Милица, съевшая мясо овцы, укушенной самим Павле или заражёнными от него вампирами.

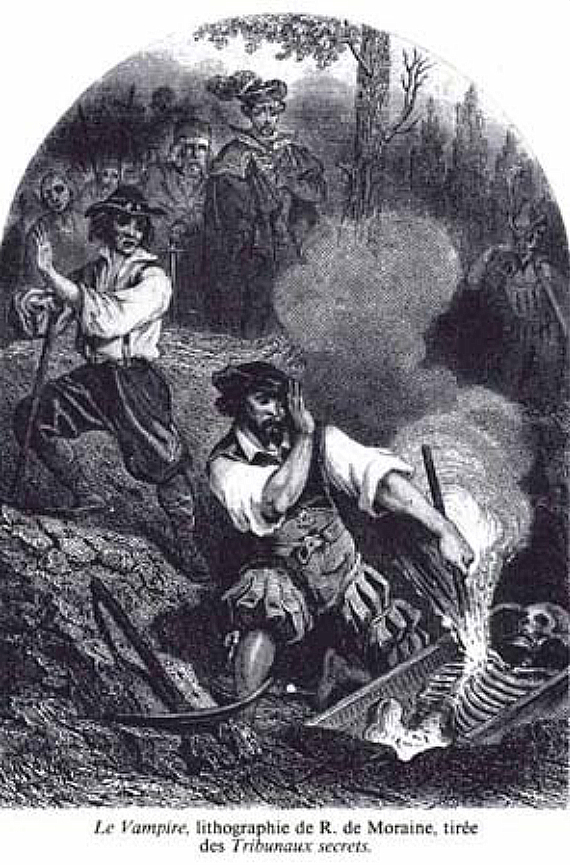
Вампир. Литография Р. де Морена 1864 года из «Les Tribunaux Secrets» Поля-Анри Корантена

Оба инцидента были очень хорошо задокументированы. Государственные служащие изучали случаи и тела, описывали их в докладах, а после случая с Павле начали издаваться книги о вампиризме, которые распространились по всей Европе. Споры бушевали целое поколение, но годом вампира назвали 1732 год. Проблема обострилась из-за истерий о нападениях вампиров в деревнях, в результате чего селяне стали откапывать могилы. Многие учёные утверждали, что вампиров не существуют, и ссылались на бешенство и преждевременные похороны. Тем не менее, известный французский богослов и учёный Антуан Огюстен Кальме собрал всю информацию и в 1746 году отразил её в сочинении «Трактат о явлении духов и о вампирах или призраках Венгрии, Моравия и др.», в котором если не подтверждал существование вампиров, то по крайней мере допускал его. Он собрал сообщения о вампирских инцидентах, и многочисленные читатели, включая как критически настроенного Вольтера, так и поддерживающих его демонологов, восприняли трактат как утверждение о существовании вампиров. Согласно некоторым современным исследованиям и судя по второму изданию работы в 1751 году, Кальме был в некоторой степени скептичен по отношению к идее о вампирах как таковой. Он признал, что некоторые части доклада, например, сохранность трупов, могли быть правдой. Какими бы ни были личные убеждения Кальме, его явная поддержка веры в вампиров имела в то время значительное влияние на других учёных.
В итоге австрийская императрица Мария-Терезия отправила своего личного доктора, Герарда ван Свитена (нем. Gerhard van Swieten), расследовать это дело. Он заключил в своём исследовании «Исследование существования призраков» (нем. Abhandlung des Daseyns der Gespenster), что вампиры не существуют, и императрица издала закон, запрещающий вскрытие могил и осквернение тел. Это был конец вампирской эпидемии. Хотя к этому времени многие знали о вампирах, и вскоре авторы художественных произведений переняли и адаптировали идею о вампирах, сделав её известной большинству людей.

### Новая Англия
В XVIII—XIX веках молва про вампиров дошла не только до ушей короля Англии, но и распространилась по Новой Англии, в частности в Род-Айленд и восточный Коннектикут. В этих районах есть множество задокументированных случаев, когда семьи выкапывали тех, кого раньше любили, и вынимали у трупов сердца, веря в то, что усопший был вампиром, ответственным за болезни и смерти в семье (хотя слово «вампир» никогда не употреблялось для описания покойного). Полагалось, что ночные визиты умерших от смертельного туберкулёза (или «чахотки», как его называли в те времена) к членам своей семьи становились причиной заболевания этой болезнью. Наиболее известный (и последний записанный) случай был с девятнадцатилетней Мерси Браун, которая умерла в американском Эксетере в 1882 году. Её отец, которому помогал семейный доктор, вытащил её из гробницы через два месяца после её смерти. Её сердце было вырезано и сожжено в пепел, после смешано с водой и выпито.

### Современные верования
Вера в вампиров существует до сих пор. Хотя некоторые культуры сохранили их оригинальные верования в нежить, большинство современных верящих находятся под влиянием художественного образа вампира, каким он предстаёт в фильмах и литературе.
В 1970-х годах были распространены слухи (не без участия местной прессы) о вампире, охотящемся на кладбище Хайгейт в Лондоне. Взрослые охотники на вампиров в большом количестве толпились на кладбище. Среди нескольких книг, описывающих этот случай, — книги Шона Манчестера (англ. Sean Manchester), местного жителя, который один из первых предположил существование «вампира Хайгейта» и который заявлял, что изгнал и уничтожил всё вампирское гнездо в районе.
В современном фольклоре Пуэрто-Рико и Мексики чупакабра считается тем созданием, что питается плотью или пьёт кровь домашних животных. Это даёт основание считать её ещё одним видом вампиров. Истерия из-за чупакабры часто связывалась с глубокими экономическими и политическими кризисами, в частности, в середине 1990-х годов.
В конце 2002 и начале 2003 годов истерия по поводу атак вампиров распространилась по африканской стране Малави. Толпа, основываясь на убеждении, что правительство было в сговоре с вампирами, забила насмерть камнями одного и напала по крайней мере ещё на четверых человек, включая губернатора Эрика Чивайя (англ. Eric Chiwaya).
В феврале 2004 года в румынском селе Маротину-де-Сус (рум. Marotinu de Sus) родственники 77-летнего сельского учителя Петре Тома, умершего незадолго до этого, посчитали, что он стал вампиром, так как после похорон его внучке Миреле Маринеску начали сниться кошмары, а сама она стала слабеть и чувствовать недомогание. Они (во главе с отцом Мирелы и шурином Петре, Джордже Маринеску) вытащили его труп, вырвали его сердце, сожгли его и смешали пепел с водой, а получившийся напиток дали выпить Миреле. Впоследствии шесть родственников были арестованы полицией по обвинению в осквернении могилы, получили в наказание небольшие сроки заключения и выплатили штрафы.
В январе 2005 года появились слухи, что в Бирмингеме (Англия) кто-то укусил нескольких людей. Следом появились слухи о вампире, блуждающем по окрестностям. Однако местная полиция утверждала, что о подобных преступлениях не сообщали. Видимо, этот случай был городской легендой.
В 2006 году американский математический физик Костас Эфтимиу (англ. Costas J. Efthimiou) (доктор философии по математической физике и доцент Университета Центральной Флориды) вместе со своим учеником Сохангом Ганди (англ. Sohang Gandhi) издали статью, в которой с помощью геометрической прогрессии попытались разоблачить особенности питания вампиров, утверждая, что если каждое кормление вампира порождает ещё одного вампира, то это лишь вопрос времени, когда всё население Земли будет состоять из вампиров, либо когда вампиры вымрут. Однако идея о том, что жертва вампира сама становится вампиром, появляется не во всём вампирском фольклоре и не является общепризнанной среди современных людей, верящих в вампиров.

## Природный феномен

### Патология
Вампиризм из фольклора обычно связывался с серией смертей из-за неопределённых или загадочных заболеваний, обычно в одной и той же семье или в одном маленьком сообществе. Эпидемический характер очевиден в классических случаях с Петером Благоевичем и Арнольдом Паоле, а также в случае с Мерси Браун и в вампирских суевериях Новой Англии в целом, когда специфическое заболевание, туберкулёз, ассоциировалось со вспышками вампиризма.
В 1725 году Михаэль Ранфт (Michaël Ranft) в своей книге «De masticatione mortuorum in tumulis» впервые сделал попытку объяснить верования в вампиров естественным путём. Он говорит, что в случае смерти каждого крестьянина кто-то другой (скорее всего человек, имевший какие-либо отношения с умершим), кто видел или трогал труп, в конце концов умирал либо от этого же заболевания, либо от безумного бреда, вызванного одним только видом покойного. Эти умирающие люди говорили, что умерший являлся им и пытал их различными способами. Другие люди в этой деревне выкапывали труп, чтобы посмотреть, что он делает. Ранфт дал следующее объяснение, когда говорил о случае Петера Благоевича: «Этот храбрый человек погиб внезапной насильственной смертью. Эта смерть, какой бы она ни была, могла спровоцировать у выживших видения, которые были у них после его смерти. Внезапная смерть породила беспокойство в семейном кругу. Беспокойство было в паре со скорбью. Скорбь приносит меланхолию. Меланхолия становится причиной бессонных ночей и мучительных снов. Эти сны ослабляли тело и дух до тех пор, пока болезнь в конце концов не приводила к смерти».
Некоторые современные учёные возражают, что истории о вампирах могли появиться под влиянием редкого заболевания — порфирии. Эта болезнь портит кровь, нарушая воспроизводство гема. Считалось, что порфирия была наиболее распространена в маленьких деревнях Трансильвании (примерно 1000 лет назад), где, возможно, имел место инцест. Утверждают, что если бы не эта «болезнь вампиров», не было бы мифов ни о Дракуле, ни о прочих персонажах. Практически по всем симптомам больной, страдающий от запущенной формы порфирии — типичный вампир, а найти её причину и описать протекание болезни смогли только во второй половине XX века, чему предшествовала беспощадная многовековая борьба с вурдалаками: с 1520 по 1630 (110 лет) годы в одной только Франции казнили более 30 тысяч человек, признанных вервольфами.
Считается, что этой редкой формой генетической патологии страдает один человек из 200 тысяч (по другим данным, из 100 тысяч), причём, если она зафиксирована у одного из родителей, то в 25 % случаев ею заболевает и ребёнок. Также считается, что болезнь является следствием инцеста. В медицине описано около 80 случаев острой врождённой порфирии, когда болезнь была неизлечима. Эритропоэтическая порфирия (болезнь Гюнтера) характеризуется тем, что организм не может произвести основной компонент крови — красные тельца, что в свою очередь отражается на дефиците кислорода и железа в крови. В крови и тканях нарушается пигментный обмен, и под воздействием солнечного ультрафиолетового излучения или ультрафиолетовых лучей начинается распад гемоглобина. Более того, в процессе болезни деформируются сухожилия, что в крайних проявлениях приводит к скручиванию. У больных порфирией биосинтез небелковой части гемоглобина — гема — не проходит до конца, останавливаясь или замедляясь на промежуточных фотоактивных соединениях — порфириногенах и протопорфиринах, которые на свету катализируют превращение кислорода в крови и тканях в более активные формы и свободные радикалы, повреждающие клетки. Кожа начинает приобретать коричневый оттенок, становится всё тоньше и от воздействия солнечного света лопается, поэтому у пациентов со временем кожа покрывается шрамами и язвами. Язвы и воспаления повреждают хрящи — нос и уши, деформируя их. Вкупе с покрытыми язвами веками и скрученными пальцами, это невероятно обезображивает человека. Больным противопоказан солнечный свет, который приносит им невыносимые страдания. Кожа вокруг губ высыхает и становится жёсткой, что в результате приводит к тому, что резцы обнажаются до дёсен, создавая эффект оскала. Ещё один симптом — отложение порфирина на зубах, которые могут становиться красными или красновато-коричневыми. Кроме того, у пациентов сильно бледнеет кожа, в дневное время они ощущают упадок сил и вялость, которая сменяется большей подвижностью в ночное время. Надо повторить, что все эти симптомы характерны только для поздних этапов болезни, кроме того, существует множество других, менее ужасающих её форм. Как уже писалось выше, болезнь была практически неизлечима вплоть до второй половины XX века. Есть сведения, что в Средние века больных якобы лечили свежей кровью, дабы пополнить дефицит красных телец, что, конечно, невероятно, так как употреблять в таких случаях кровь «перорально» бесполезно. Страдающие порфирией не могли есть чеснок, так как сульфоновая кислота, выделяемая чесноком, усиливает повреждения, вызываемые заболеванием. Заболевание могло появиться и искусственно — путём употребления некоторых химических препаратов и ядов.
Некоторые формы порфирии связаны с неврологическими симптомами, которые приводят к психическим расстройствам. Однако предположения, что страдающие порфирией страстно желают гема из человеческой крови, или что потребление крови может уменьшить симптомы порфирии, основаны на серьёзном недопонимании заболевания.
Бешенство — ещё одно заболевание, связанное с вампирским фольклором. Страдающие этой болезнью избегают солнечного света и не смотрят в зеркала, а возле рта у них вспенившаяся слюна. Иногда эта слюна может быть красной и напоминать кровь. Однако, как и в случае с порфирией, нет свидетельств, указывающих на то, что бешенство могло вдохновить на легенды о вампирах.

### Вампиризм
Некоторые современные психиатры выделяют психическое расстройство, называемое «клинический вампиризм» (или синдром Ренфилда (англ. Renfield), в честь поедающего насекомых приспешника Дракулы из романа Брэма Стокера), при котором жертва одержима питьём крови людей или животных.
Было несколько убийц, которые осуществляли похожие на вид вампирские ритуалы над своими жертвами. Серийных убийц Петера Кюртена (нем. Peter Kurten), терроризировавшего окрестности Дюссельдорфа (иногда его называли немецким Джеком Потрошителем; он подстерегал своих жертв на просёлочных дорогах, убивал их и выпивал их кровь) и Ричарда Трентона Чейза (англ. Richard Trenton Chase) в бульварной прессе называли вампирами, после того как их обнаружили пившими кровь убитых ими людей. Были и другие случаи проявления вампиризма: в 1974 году был пойман 24-летний Вальтер Локк, похитивший 30-летнего электрика Хельмута Мэя. Он прокусил вену на его руке и выпил чашку крови. В том же году полиция Англии даже получила приказ о патрулировании кладбищ и о поимке подобных субъектов. До этого, в 1971 году, случился судебный прецедент, имеющий отношение к проявлению вампиризма: в одном из городков Северного Уэльса местный магистрат вынес судебное решение, запрещающее рабочему фермы Алану Дрейку пить кровь.
31 января 2002 года в Германии суд Бохума приговорил сатанистов и вампиров супругов Руда — 26-летнего Даниэла и 23-летнюю Мануэлу к 15 и 13 годам лишения свободы соответственно, за убийство 33-летнего Франка Хаагена (Франк в это время читал книгу «Жизнь сатаны»). Хааген был убит ударом молотка по голове и нанесением 66 резаных ран. После этого Дэниэл и Мануэла вырезали на животе убитого сатанинскую пентаграмму и прижгли труп сигаретами, после чего они были уверены, что в это время «обрели бессмертие». Они также выпили кровь жертвы, стали заниматься сексом в одном из обшитых шёлком гробов, в которых обычно спали. Согласно утверждению осуждённых, они убили Хаагена «по приказанию сатаны», а командой было: «убить, принести в жертву, отдать души».

### Поиски в могилах
Когда гроб подозреваемого в вампиризме вскрывали, иногда обнаруживалось, что труп выглядел необычным образом. Это часто воспринималось как доказательство вампиризма. Однако трупы разлагаются с разной скоростью, в зависимости от температуры и состава почвы, и некоторые признаки разложения не являются широко известными. Это приводило охотников за вампирами к ложному выводу, что мёртвое тело не разлагалось вовсе, или к интерпретации признаков разложения как признаков продолжающейся жизни.
Трупы распухают из-за того, что газы от разложения собираются в туловище, и кровь пытается покинуть тело. Это придаёт телу «пухлый», «откормленный» и «румяный» вид — изменения, которые наиболее заметны, если при жизни человек был бледен и худ. В случае с Арнольдом Паоле эксгумированный труп старой женщины, по словам соседей, выглядел более упитанным и здоровым, чем она была при жизни. Фольклорные записи почти всегда отмечают, что подозреваемый в вампиризме имеет румяную или тёмную кожу. Потемнение кожи также вызывается разложением.
У разлагающегося трупа можно увидеть кровь, текущую изо рта и носа, что может создать впечатление, будто труп — это вампир, недавно пивший кровь. Если вбить в тело кол, то тело может начать кровоточить, а накопившиеся газы начнут покидать тело. Может послышаться стон, когда газы начнут проходить мимо голосовых связок или характерный звук, когда газы будут выходить через анус. Официальные доклады о случае Петера Плогожовица говорят о «других диких признаках, которые я не буду упоминать из-за высшего уважения».
После смерти кожа и дёсны теряют жидкость и сжимаются, обнажая часть волос, ногтей и зубов, даже тех, которые были скрыты в челюсти. Это создаёт иллюзию того, что волосы, ногти и зубы отросли. На определённой стадии ногти отпадают, кожа сходит, как было в докладе о случае Благоевича — появившаяся кожа и ногти были восприняты как «новая кожа» и «новые ногти». Наконец, при разложении тело начинает двигаться и искривляться, добавляя иллюзию того, что труп двигался.

### Летучие мыши-вампиры

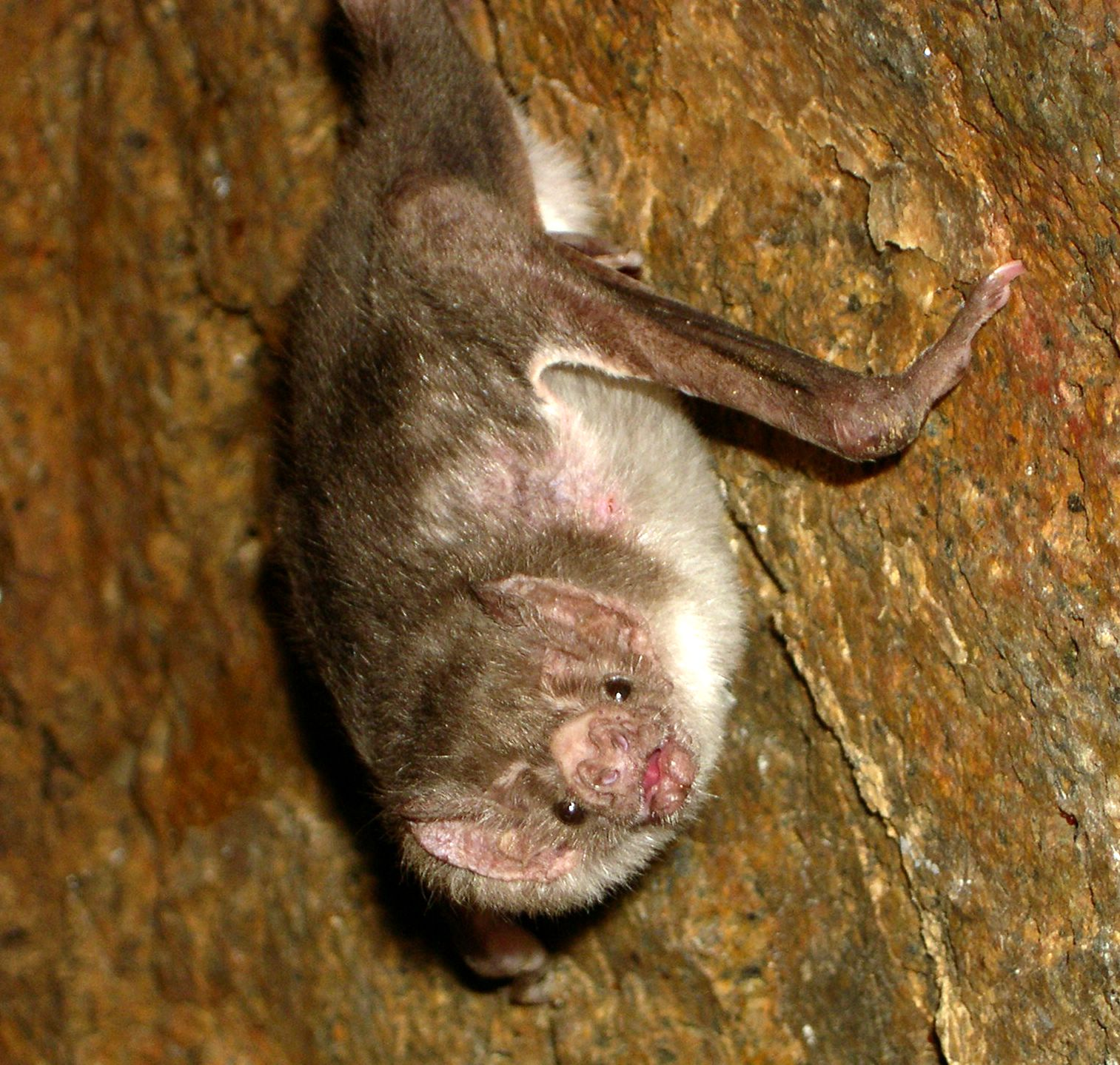
Обыкновенный вампир (Desmodus rotundus) в Перу

Летучие мыши стали неотъемлемой частью образа традиционных вампиров лишь недавно, хотя истории о них есть во многих культурах. В Европе летучие мыши и совы долго ассоциировались со сверхъестественным, в большей степени из-за того, что они были ночными существами. Однако цыгане считали их приносящими удачу и носили амулеты из костей летучих мышей. В английской геральдической традиции летучая мышь обозначала «осознание сил тьмы и хаоса». В Южной Америке Camazotz был богом пещер и имел образ летучей мыши. Он жил в Доме Летучей Мыши в Преисподней. Все три вида настоящих летучих мышей, питающихся кровью, существуют в Латинской Америке и нет свидетельств того, что они имеют родственников в Старом Свете.
В течение XVI века испанские конкистадоры впервые повстречали летучих мышей-вампиров и узнали сходство между предпочтением в еде у летучих мышей и легендарных вампиров. Мыши были названы в честь фольклорного вампира, а не наоборот. Спустя многие годы летучие мыши были вовлечены в художественные рассказы и стали одним из наиболее важных вампирских ассоциаций в популярной культуре.

## В популярной культуре

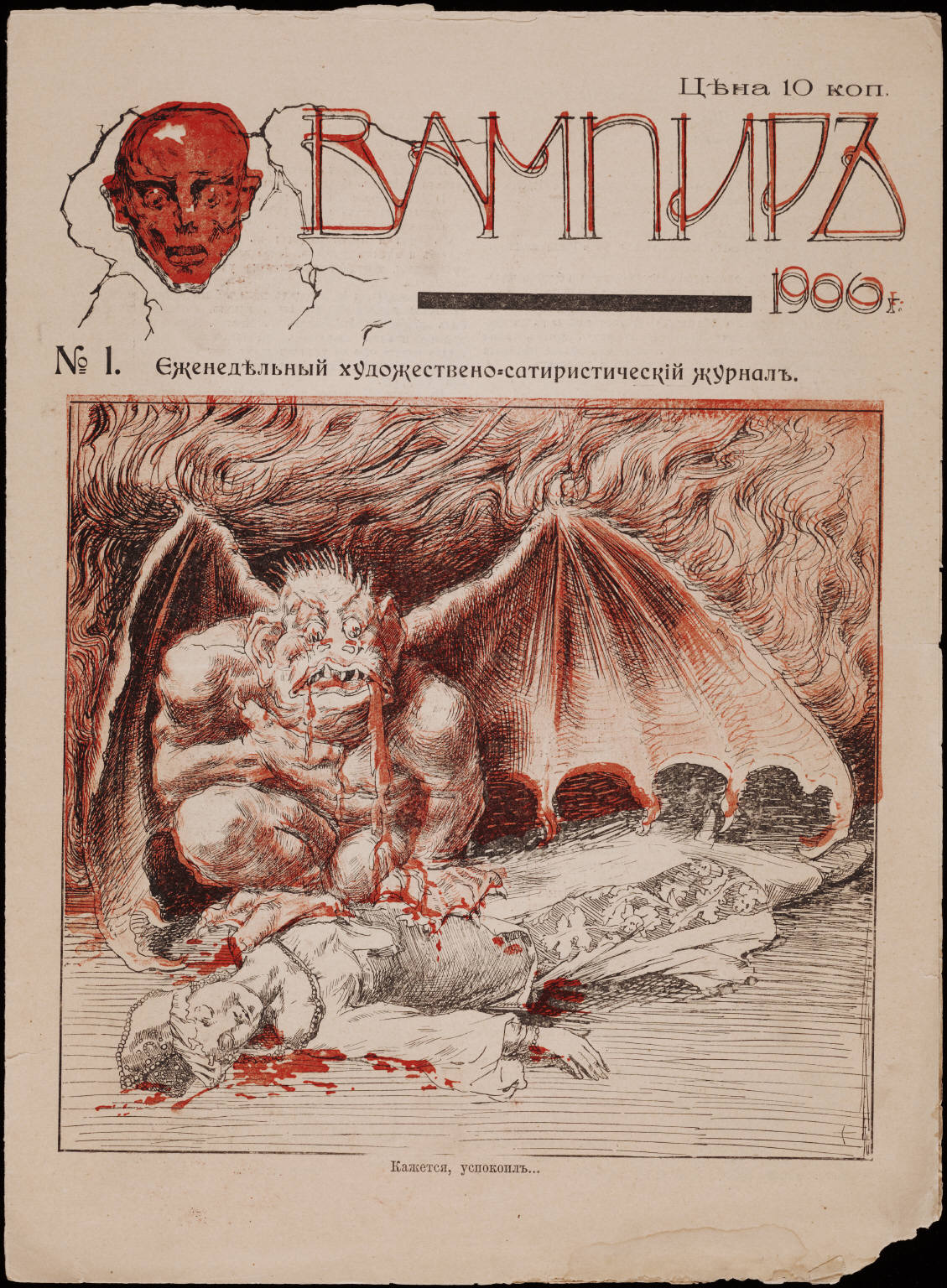
Журнал «Вампир» 1906 года

Существует спорное мнение, что лорд Байрон первым представил вампирскую тему западной литературе в своей эпической поэме «Гяур» (1813), но Джон Полидори сочинил первую «истинно» вампирскую историю «Вампир» (1819). Полидори был личным врачом Байрона, и вампир из рассказа, лорд Ратвен (англ. Lord Ruthven), был в основном списан с Байрона — сделав персонажа первым привычным нам романтическим вампиром. Этот рассказ был написан для «соревнования в историях о призраках», которое побудило Мэри Шелли написать роман «Франкенштейн» — ещё одну оригинальную историю о монстре.
Следующим известным произведениям о вампирах является новелла немецкого писателя и драматурга Эрнста Раупаха «Пусть мёртвые покоятся с миром» (нем. Laßt die Todten ruhen), действие которой перенесено в Бургундию XIV века. Впервые опубликованная в 1823 году в историческом журнале «Минерва», она неоднократно переиздавалась затем в английском переводе и долгое время ошибочно приписывалась известному романтику Людвигу Тику.
Другими примерами ранних историй о вампирах являются пьеса Александра Дюма-отца «Вампир» (1851), незаконченная поэма «Кристабель» и лесбийская вампирская история Шеридана Ле Фаню «Кармилла» (1872). В литературе и эксплуатационных фильмах XX века становится популярным образ и троп «вампирши-лесбиянки».
Роман «Дракула» Брэма Стокера был наиболее полным описанием вампира в популярной художественной литературе до XX столетия. Он изображал вампиризм как болезнь (заразная демоническая одержимость) с оттенками секса, крови и смерти, задев чувствительные струнки в викторианской Европе, когда туберкулёз и сифилис были обычным явлением. Сочинения Стокера были пересказаны во множестве более поздних работ. Вампиры оказались богатой темой для фильмов, начиная фильмами ужасов и заканчивая комедиями (например, «Граф Дракула мёртв и доволен этим»). В современной популярной культуре «Вампирские хроники» Энн Райс, «Сумерки» Стефани Майер, игры Castlevania, манга «Хеллсинг», созданная мангакой Кота Хирано, и такие культовые телесериалы как «Баффи — истребительница вампиров» и «Ангел» были особенно успешными и влиятельными. Пример обращения к теме вампиров в детской литературе — цикл сказочных повестей «Маленький вампир» немецкой писательницы Ангелы Зоммер-Боденбург, ставший основой ряда художественных и анимационных фильмов.
Также существуют мюзиклы о вампирах: «Лестат», «Танец вампиров», Vampire Rose, «Дракула между любовью и смертью».
Многочисленные ролевые игры включают в себя вампиров. В вымышленной вселенной Мир Тьмы вампиры являются одними из основных персонажей, наряду с оборотнями, магами, феями и тому подобными существами. Большинство вампиров Мира Тьмы вынуждены блюсти т. н. «маскарад», скрывая свою природу от смертных. Каждый вампир принадлежит к одному из кланов, различающихся набором сверхъестественных способностей и, кроме того, некоторыми ментальными особенностями (например, все вампиры клана Malkavian страдают различными формами умопомрачения).

### Наименование боевого самолёта
Название «Вампир» было присвоено британскому истребителю Де Хэвилленд DH.100 «Вампир».